# 淺色裸背電鰻
淺色裸背電鰻，為輻鰭魚綱電鰻目裸背電鰻科的其中一種，為亞熱帶淡水魚，分布於南美洲亞馬遜河中部流域，體長可達24.3公分，棲息在底中層水域，雄魚會築巢保護仔魚，生活習性不明。

## 扩展阅读
維基物種上的相關：淺色裸背電鰻